# Гвам на Летњим олимпијским играма 2004.
Гваму је 2004. у Атини учествовао по пети пут на Летњим олимпијским играма од када је постао члан МОКа. Представници Гвама се налазе међу земљама које нису освојале олимпијске медаље.
Учествовала су укупно четири такмичара: три мушкарца и једна жена, који су се такмичили у три спорта.
Заставу Гвама на свечаном отварању носио је рвач Џефри Коб.

## Резултати по дисциплинама

### Атлетика

#### Мушкарци
| Атлетичар  | Дисциплина | Група    | Група | Четвртфинале | Четвртфинале | Полуфинале       | Полуфинале       | Финале           | Финале           | Детаљи |
| Атлетичар  | Дисциплина | Резултат | Место | Резултат     | Место        | Резултат         | Место            | Резултат         |                  | Детаљи |
| ---------- | ---------- | -------- | ----- | ------------ | ------------ | ---------------- | ---------------- | ---------------- | ---------------- | ------ |
| Neil Weare | 1.500 м    | 4:05,48  | 37/40 |              |              | Није се пласирао | Није се пласирао | Није се пласирао | Није се пласирао |        |

### Жене
| Атлетичарка    | Дисциплина | Група    | Група | Четвртфинале | Четвртфинале | Полуфинале        | Полуфинале        | Финале            | Финале            | Детаљи         |
| Атлетичарка    | Дисциплина | Резултат | Место | Резултат     | Место        | Резултат          | Место             | Резултат          | Место             | Детаљи         |
| -------------- | ---------- | -------- | ----- | ------------ | ------------ | ----------------- | ----------------- | ----------------- | ----------------- | -------------- |
| Sloan Siegrist | 1.500 м    | 4:44,53  | 43/48 |              |              | Није се пласирала | Није се пласирала | Није се пласирала | Није се пласирала | [ мртва веза ] |

## Пливање

#### Мушкарци
| Пливач           | Дисциплина   | Група | Група   | Полуфинале       | Полуфинале       | Финале           | Финале           | Детаљи         |
| Пливач           | Дисциплина   | Време | Пласман | Време            | Пласман          | Време            | Пласман          | Детаљи         |
| ---------------- | ------------ | ----- | ------- | ---------------- | ---------------- | ---------------- | ---------------- | -------------- |
| Daniel O Keeffe, | 100 м делфин | 57,39 | 55/59   | Није се пласирао | Није се пласирао | Није се пласирао | Није се пласирао | [ мртва веза ] |

## Рвање

### Мушкарци, слободни стил
Џефри Коб
−84 кг

#### Група 4
| Црвени             | Плави              | Квал. бод. | Техн. бод. |
| ------------------ | ------------------ | ---------- | ---------- |
| Џефри Коб          | Дејвид Бихинашвили | 0-4 СП     | 0-10       |
| Јоел Ромеро        | Џефри Коб          | 4-0 СП     | 10-0       |
| Дејвид Биханашвили | Јоел Ромеро        | 0-3 PO     | 0-3        |

СП = Супериорна победа 10 поена разлике, поражени без бодова; БО = Бодови освојени без техничких бодова

#### Табела групе 4
| Рвач                     | Поб | Пор. | Квал. бод. | Техн. бод. |
| ------------------------ | --- | ---- | ---------- | ---------- |
| Јоел Ромеро Куба         | 2   | 0    | 7          | 13         |
| Дејвид Бихашвили Немачка | 1   | 1    | 4          | 10         |
| Џефри Коб Гвам           | 0   | 2    | 0          | 0          |